# TVP3
TVP3 é uma rede de televisão polonesa.